# شنغ كر (كيسكان)
شنغ كر (بالفارسية: سنگ کر) هي قرية تقع في إيران في قسم كيسكان الريفي. يقدر عدد سكانها بـ 24 نسمة بحسب إحصاء 2016.